# 寺見流
寺見流（じげんりゅう）とは、熊本藩に伝えられていた剣術流派のひとつ。

## 歴史
熊本県に現存している。現在は、十八代松本泰道が伝承している。
「じげんりゅう」を称する流派は示現流、薬丸自顕流、自源流、示玄流、慈眼流などが存在していたが、現存するのは示現流、薬丸自顕流、寺見流の3流派のみと思われる。
薩摩の僧・甲野善衆が霧島山中で天狗より剣技を授かったことに始まり、善衆の弟子の都甲肥前がこれを継承した伝えられている。ただし、善衆と善吉、都甲肥前と東郷肥前（東郷重位）が似ており、示現流との関連性が窺える。
初太刀が防ぎにくいことや八相の構えが基本となることなどは示現流と共通しているが、用法などの共通点はほとんど無く、さらに源流のタイ捨流との共通点の方が多い。
系譜としては甲野善衆-都甲肥前-村上主税-内田十太夫-大田黒加兵衛-渡辺弥三兵衛となっており、江戸時代には、熊本藩で中島家が代々伝えた。

## 系譜
- 流祖　　　  甲野善衆
- 二代目　　 都甲肥前
- 三代目　　 村上主税
- 四代目　　 内田十太夫
- 五代目　　 大田黒加兵衛
- 六代目　　 渡辺弥三兵衛
- 七代目　　 中島弥兵衛
- 八代目　　 中島源助
- 九代目　　 中島源之允
- 十代目　　 中島大次郎
- 十一代目　 中島十之允
- 十二代目　 中島八十八
- 十三代目　 中島源之允
- 十四代目　 松本武一郎
- 十五代目　 松本雅喜
- 十六代目　 松本武男
- 十七代目　 松本泰吾
- 十八代目　 松本泰道